# Liste des membres de la 7e Assemblée d'Irlande du Nord
Voici une liste des 90 membres de la septième Assemblée d'Irlande du Nord, la législature décentralisée monocamérale d'Irlande du Nord. L'élection a eu lieu le 5 mai 2022, le décompte se poursuivant les 2 jours suivants; la participation électorale a été estimée à 64,4 %.
Cinq MLAs ont été élus dans chacune des 18 circonscriptions. Le Sinn Féin est devenu le plus grand parti pour la première fois, leur donnant droit au Premier ministre . De plus, Alliance, le plus grand parti intercommunautaire, a également connu une forte augmentation, dépassant le SDLP et l'UUP dans les votes pour devenir troisième à l'assemblée, après le DUP, le plus grand parti unioniste.

## Points forts du parti
| Parti                  | Parti                              | Leader                 | Désignation  | Élu | Courant |
| ---------------------- | ---------------------------------- | ---------------------- | ------------ | --- | ------- |
|                        | Sinn Féin                          | Michelle O'Neill       | Nationaliste | 27  | 27      |
|                        | Democratic Unionist Party          | Paul Givan             | Unioniste    | 25  | 25      |
|                        | Alliance Party of Northern Ireland | Naomi Long             | Autre        | 17  | 17      |
|                        | Ulster Unionist Party              | Doug Beattie           | Unioniste    | 9   | 9       |
|                        | Social Democratic and Labour Party | Matthew O'Toole        | Nationaliste | 8   | 8       |
|                        | Independent Unionist               | N/A                    | Unioniste    | 2   | 2       |
|                        | Traditional Unionist Voice         | Jim Allister           | Unioniste    | 1   | 1       |
|                        | People Before Profit               | Gerry Carroll          | Autre        | 1   | 1       |
|                        | Speaker                            | None                   | Aucun        | 0   | 0       |
| Totaux par désignation | Totaux par désignation             | Totaux par désignation | Unioniste    | 37  | 37      |
| Totaux par désignation | Totaux par désignation             | Totaux par désignation | Nationaliste | 35  | 35      |
| Totaux par désignation | Totaux par désignation             | Totaux par désignation | Autre        | 18  | 18      |
| Totaux par désignation | Totaux par désignation             | Totaux par désignation | Aucun        | 0   | 0       |
| Total                  | Total                              | Total                  | Total        | 90  | 90      |

### Représentation graphique

Composition des partis après les élections de 2022
Désignations de l’Assemblée après les élections de 2022. Unionistes en orange, Nationalistes en vert et "Autres" en jaune

Les partis organisés sur le spectre nationaliste-unioniste

## MLAs par parti
Voici une liste des MLAs élus à l'Assemblée d'Irlande du Nord lors des élections de 2022 à l'Assemblée d'Irlande du Nord, triés par parti.
| Parti                  | Parti                                   | Nom                                 | Circonscription                     | Membre depuis                       |
| ---------------------- | --------------------------------------- | ----------------------------------- | ----------------------------------- | ----------------------------------- |
|                        | Sinn Féin (27)                          | Caoimhe Archibald                   | East Londonderry                    | 5 Mai 2016                          |
| Danny Baker            | Sinn Féin (27)                          | Belfast West                        | 5 Mai 2022                          |                                     |
| Nicola Brogan          | Sinn Féin (27)                          | West Tyrone                         | 31 Octobre 2020                     |                                     |
| Cathal Boylan          | Sinn Féin (27)                          | Newry and Armagh                    | 7 Mars 2007                         |                                     |
| Pádraig Delargy        | Sinn Féin (27)                          | Foyle                               | 13 Septembre 2021                   |                                     |
| Linda Dillon           | Sinn Féin (27)                          | Mid Ulster                          | 5 Mai 2016                          |                                     |
| Jemma Dolan            | Sinn Féin (27)                          | Fermanagh and South Tyrone          | 2 Mars 2017                         |                                     |
| Sinéad Ennis           | Sinn Féin (27)                          | South Down                          | 2 Mars 2017                         |                                     |
| Ciara Ferguson         | Sinn Féin (27)                          | Foyle                               | 13 Septembre 2021                   |                                     |
| Órlaithí Flynn         | Sinn Féin (27)                          | Belfast West                        | 7 Décembre 2016                     |                                     |
| Colm Gildernew         | Sinn Féin (27)                          | Fermanagh and South Tyrone          | 20 Juin 2017                        |                                     |
| Deirdre Hargey         | Sinn Féin (27)                          | Belfast South                       | 9 Janvier 2020                      |                                     |
| Declan Kearney         | Sinn Féin (27)                          | South Antrim                        | 5 Mai 2016                          |                                     |
| Gerry Kelly            | Sinn Féin (27)                          | Belfast North                       | 25 Juin 1998                        |                                     |
| Liz Kimmins            | Sinn Féin (27)                          | Newry and Armagh                    | 9 Janvier 2020                      |                                     |
| Cathy Mason            | Sinn Féin (27)                          | South Down                          | 5 Mai 2022                          |                                     |
| Declan McAleer         | Sinn Féin (27)                          | West Tyrone                         | 2 Juillet 2012                      |                                     |
| Philip McGuigan        | Sinn Féin (27)                          | North Antrim                        | 30 Aout 2016                        |                                     |
| Maolíosa McHugh        | Sinn Féin (27)                          | West Tyrone                         | 29 Mai 2019                         |                                     |
| Aine Murphy            | Sinn Féin (27)                          | Fermanagh and South Tyrone          | 2 Juillet 2021                      |                                     |
| Conor Murphy           | Sinn Féin (27)                          | Newry and Armagh                    | 8 Juin 2015                         |                                     |
| Carál Ní Chuilín       | Sinn Féin (27)                          | Belfast North                       | 7 Mars 2007                         |                                     |
| John O'Dowd            | Sinn Féin (27)                          | Upper Bann                          | 26 Novembre 2003                    |                                     |
| Michelle O'Neill*      | Sinn Féin (27)                          | Mid Ulster                          | 7 Mars 2007                         |                                     |
| Aisling Reilly         | Sinn Féin (27)                          | Belfast West                        | 19 Octobre 2021                     |                                     |
| Pat Sheehan            | Sinn Féin (27)                          | Belfast West                        | 7 Décembre 2010                     |                                     |
| Emma Sheerin           | Sinn Féin (27)                          | Mid Ulster                          | 4 Décembre 2018                     |                                     |
|                        | Democratic Unionist Party (25)          | David Brooks                        | Belfast East                        | 5 Mai 2022                          |
| Maurice Bradley        | Democratic Unionist Party (25)          | East Londonderry                    | 5 Mai 2016                          |                                     |
| Phillip Brett          | Democratic Unionist Party (25)          | Belfast North                       | 5 Mai 2022                          |                                     |
| Tom Buchanan           | Democratic Unionist Party (25)          | West Tyrone                         | 26 Novembre 2003                    |                                     |
| Keith Buchanan         | Democratic Unionist Party (25)          | Mid Ulster                          | 5 Mai 2016                          |                                     |
| Jonathan Buckley       | Democratic Unionist Party (25)          | Upper Bann                          | 2 Mars 2017                         |                                     |
| Joanne Bunting         | Democratic Unionist Party (25)          | Belfast East                        | 5 Mai 2016                          |                                     |
| Pam Cameron            | Democratic Unionist Party (25)          | South Antrim                        | 5 Mai 2011                          |                                     |
| Trevor Clarke          | Democratic Unionist Party (25)          | South Antrim                        | 28 Juin 2017                        |                                     |
| Diane Dodds            | Democratic Unionist Party (25)          | Upper Bann                          | 11 Janvier 2020                     |                                     |
| Stephen Dunne          | Democratic Unionist Party (25)          | North Down                          | 1 Juin 2021                         |                                     |
| Deborah Erskine        | Democratic Unionist Party (25)          | Fermanagh and South Tyrone          | 11 Octobre 2021                     |                                     |
| Diane Forsythe         | Democratic Unionist Party (25)          | South Down                          | 5 Mai 2022                          |                                     |
| Paul Frew              | Democratic Unionist Party (25)          | North Antrim                        | 21 Juin 2010                        |                                     |
| Paul Givan*            | Democratic Unionist Party (25)          | Lagan Valley                        | 10 Juin 2010                        |                                     |
| Harry Harvey           | Democratic Unionist Party (25)          | Strangford                          | 12 Septembre 2019                   |                                     |
| David Hilditch         | Democratic Unionist Party (25)          | East Antrim                         | 25 Juin 1998                        |                                     |
| William Irwin          | Democratic Unionist Party (25)          | Newry and Armagh                    | 7 Mars 2007                         |                                     |
| Brian Kingston         | Democratic Unionist Party (25)          | Belfast North                       | 5 Mai 2022                          |                                     |
| Emma Little-Pengelly † | Democratic Unionist Party (25)          | Lagan Valley                        | 12 Mai 2022                         |                                     |
| Gordon Lyons           | Democratic Unionist Party (25)          | East Antrim                         | 11 Aout 2015                        |                                     |
| Michelle McIlveen      | Democratic Unionist Party (25)          | Strangford                          | 7 Mars 2007                         |                                     |
| Gary Middleton         | Democratic Unionist Party (25)          | Foyle                               | 13 Avril 2015                       |                                     |
| Edwin Poots            | Democratic Unionist Party (25)          | Belfast South                       | 25 Juin 1998                        |                                     |
| Alan Robinson          | Democratic Unionist Party (25)          | East Londonderry                    | 5 Mai 2022                          |                                     |
|                        | Alliance Party of Northern Ireland (17) | Kellie Armstrong                    | Strangford                          | 5 Mai 2016                          |
| John Blair             | Alliance Party of Northern Ireland (17) | South Antrim                        | 27 Juin 2018                        |                                     |
| Paula Bradshaw         | Alliance Party of Northern Ireland (17) | Belfast South                       | 5 Mai 2016                          |                                     |
| Patrick Brown          | Alliance Party of Northern Ireland (17) | South Down                          | 5 Mai 2022                          |                                     |
| Stewart Dickson        | Alliance Party of Northern Ireland (17) | East Antrim                         | 5 Mai 2011                          |                                     |
| Danny Donnelly         | Alliance Party of Northern Ireland (17) | East Antrim                         | 5 Mai 2022                          |                                     |
| Sorcha Eastwood        | Alliance Party of Northern Ireland (17) | Lagan Valley                        | 5 Mai 2022                          |                                     |
| Connie Egan            | Alliance Party of Northern Ireland (17) | North Down                          | 5 Mai 2022                          |                                     |
| David Honeyford        | Alliance Party of Northern Ireland (17) | Lagan Valley                        | 5 Mai 2022                          |                                     |
| Naomi Long*            | Alliance Party of Northern Ireland (17) | Belfast East                        | 9 Janvier 2020                      |                                     |
| Peter McReynolds       | Alliance Party of Northern Ireland (17) | Belfast East                        | 5 Mai 2022                          |                                     |
| Nick Mathison          | Alliance Party of Northern Ireland (17) | Strangford                          | 5 Mai 2022                          |                                     |
| Nuala McAllister       | Alliance Party of Northern Ireland (17) | Belfast North                       | 5 Mai 2022                          |                                     |
| Andrew Muir            | Alliance Party of Northern Ireland (17) | North Down                          | 18 Décembre 2019                    |                                     |
| Kate Nicholl           | Alliance Party of Northern Ireland (17) | Belfast South                       | 5 Mai 2022                          |                                     |
| Patricia O'Lynn        | Alliance Party of Northern Ireland (17) | North Antrim                        | 5 Mai 2022                          |                                     |
| Eóin Tennyson          | Alliance Party of Northern Ireland (17) | Upper Bann                          | 5 Mai 2022                          |                                     |
|                        | Ulster Unionist Party (9)               | Steve Aiken                         | South Antrim                        | 5 Mai 2016                          |
| Andy Allen             | Ulster Unionist Party (9)               | Belfast East                        | 15 Septembre 2015                   |                                     |
| Doug Beattie*          | Ulster Unionist Party (9)               | Upper Bann                          | 5 Mai 2016                          |                                     |
| Robbie Butler          | Ulster Unionist Party (9)               | Lagan Valley                        | 5 Mai 2016                          |                                     |
| Alan Chambers          | Ulster Unionist Party (9)               | North Down                          | 5 Mai 2016                          |                                     |
| Tom Elliott            | Ulster Unionist Party (9)               | Fermanagh and South Tyrone          | 5 Mai 2022                          |                                     |
| Mike Nesbitt           | Ulster Unionist Party (9)               | Strangford                          | 5 Mai 2011                          |                                     |
| John Stewart           | Ulster Unionist Party (9)               | East Antrim                         | 2 Mars 2017                         |                                     |
| Robin Swann            | Ulster Unionist Party (9)               | North Antrim                        | 5 Mai 2011                          |                                     |
|                        | Social Democratic and Labour Party (8)  | Mark Durkan                         | Foyle                               | 5 Mai 2011                          |
| Cara Hunter            | Social Democratic and Labour Party (8)  | East Londonderry                    | 18 Mai 2020                         |                                     |
| Daniel McCrossan       | Social Democratic and Labour Party (8)  | West Tyrone                         | 7 January 2016                      |                                     |
| Colin McGrath          | Social Democratic and Labour Party (8)  | South Down                          | 5 Mai 2016                          |                                     |
| Patsy McGlone          | Social Democratic and Labour Party (8)  | Mid Ulster                          | 26 Novembre 2003                    |                                     |
| Sinéad McLaughlin      | Social Democratic and Labour Party (8)  | Foyle                               | 11 Janvier 2020                     |                                     |
| Justin McNulty         | Social Democratic and Labour Party (8)  | Newry and Armagh                    | 5 Mai 2016                          |                                     |
| Matthew O'Toole*       | Social Democratic and Labour Party (8)  | Belfast South                       | 11 Janvier 2020                     |                                     |
|                        | Traditional Unionist Voice              | Jim Allister*                       | North Antrim                        | 5 Mai 2011                          |
|                        | People Before Profit                    | Gerry Carroll                       | Belfast West                        | 7 Mai 2016                          |
|                        | Independent Unionist                    | Alex Easton                         | North Down                          | 26 Novembre 2003                    |
| Claire Sugden          | Independent Unionist                    | East Londonderry                    | 6 Mai 2014                          |                                     |
|                        | Speaker                                 | Aucun Speaker n'a encore été choisi | Aucun Speaker n'a encore été choisi | Aucun Speaker n'a encore été choisi |

* Leader de groupe à Stormont
† Coopté pour remplacer un MLA élu
‡ Changement d'affiliation en cours de mandat

## MLAs par circonscription
La liste est donnée par ordre alphabétique par circonscription.
| Membres de la 7e Assemblée d'Irlande du Nord | Membres de la 7e Assemblée d'Irlande du Nord | Membres de la 7e Assemblée d'Irlande du Nord | Membres de la 7e Assemblée d'Irlande du Nord |
| Circonscription                              | Nom                                          | Parti                                        | Parti                                        |
| -------------------------------------------- | -------------------------------------------- | -------------------------------------------- | -------------------------------------------- |
| Belfast East                                 | Naomi Long*                                  |                                              | Alliance Party of Northern Ireland           |
| Belfast East                                 | Joanne Bunting                               |                                              | Democratic Unionist Party                    |
| Belfast East                                 | Peter McReynolds                             |                                              | Alliance Party of Northern Ireland           |
| Belfast East                                 | David Brooks                                 |                                              | Democratic Unionist Party                    |
| Belfast East                                 | Andy Allen                                   |                                              | Ulster Unionist Party                        |
| Belfast North                                | Gerry Kelly                                  |                                              | Sinn Féin                                    |
| Belfast North                                | Carál Ní Chuilín                             |                                              | Sinn Féin                                    |
| Belfast North                                | Phillip Brett                                |                                              | Democratic Unionist Party                    |
| Belfast North                                | Brian Kingston                               |                                              | Democratic Unionist Party                    |
| Belfast North                                | Nuala McAllister                             |                                              | Alliance Party of Northern Ireland           |
| Belfast South                                | Deirdre Hargey                               |                                              | Sinn Féin                                    |
| Belfast South                                | Edwin Poots                                  |                                              | Democratic Unionist Party                    |
| Belfast South                                | Matthew O'Toole*                             |                                              | Social Democratic and Labour Party           |
| Belfast South                                | Paula Bradshaw                               |                                              | Alliance Party of Northern Ireland           |
| Belfast South                                | Kate Nicholl                                 |                                              | Alliance Party of Northern Ireland           |
| Belfast West                                 | Danny Baker                                  |                                              | Sinn Féin                                    |
| Belfast West                                 | Órlaithí Flynn                               |                                              | Sinn Féin                                    |
| Belfast West                                 | Pat Sheehan                                  |                                              | Sinn Féin                                    |
| Belfast West                                 | Aisling Reilly                               |                                              | Sinn Féin                                    |
| Belfast West                                 | Gerry Carroll                                |                                              | People Before Profit                         |
| East Antrim                                  | John Stewart                                 |                                              | Ulster Unionist Party                        |
| East Antrim                                  | Gordon Lyons                                 |                                              | Democratic Unionist Party                    |
| East Antrim                                  | Stewart Dickson                              |                                              | Alliance Party of Northern Ireland           |
| East Antrim                                  | Danny Donnelly                               |                                              | Alliance Party of Northern Ireland           |
| East Antrim                                  | David Hilditch                               |                                              | Democratic Unionist Party                    |
| East Londonderry                             | Maurice Bradley                              |                                              | Democratic Unionist Party                    |
| East Londonderry                             | Alan Robinson                                |                                              | Democratic Unionist Party                    |
| East Londonderry                             | Caoimhe Archibald                            |                                              | Sinn Féin                                    |
| East Londonderry                             | Claire Sugden                                |                                              | Independent Unionist                         |
| East Londonderry                             | Cara Hunter                                  |                                              | Social Democratic and Labour Party           |
| Fermanagh and South Tyrone                   | Jemma Dolan                                  |                                              | Sinn Féin                                    |
| Fermanagh and South Tyrone                   | Tom Elliott                                  |                                              | Ulster Unionist Party                        |
| Fermanagh and South Tyrone                   | Colm Gildernew                               |                                              | Sinn Féin                                    |
| Fermanagh and South Tyrone                   | Aine Murphy                                  |                                              | Sinn Féin                                    |
| Fermanagh and South Tyrone                   | Deborah Erskine                              |                                              | Democratic Unionist Party                    |
| Foyle                                        | Pádraig Delargy                              |                                              | Sinn Féin                                    |
| Foyle                                        | Mark Durkan                                  |                                              | Social Democratic and Labour Party           |
| Foyle                                        | Ciara Ferguson                               |                                              | Sinn Féin                                    |
| Foyle                                        | Sinéad McLaughlin                            |                                              | Social Democratic and Labour Party           |
| Foyle                                        | Gary Middleton                               |                                              | Democratic Unionist Party                    |
| Lagan Valley                                 | Emma Little-Pengelly †                       |                                              | Democratic Unionist Party                    |
| Lagan Valley                                 | Robbie Butler                                |                                              | Ulster Unionist Party                        |
| Lagan Valley                                 | Sorcha Eastwood                              |                                              | Alliance Party of Northern Ireland           |
| Lagan Valley                                 | Paul Givan*                                  |                                              | Democratic Unionist Party                    |
| Lagan Valley                                 | David Honeyford                              |                                              | Alliance Party of Northern Ireland           |
| Mid Ulster                                   | Michelle O'Neill*                            |                                              | Sinn Féin                                    |
| Mid Ulster                                   | Emma Sheerin                                 |                                              | Sinn Féin                                    |
| Mid Ulster                                   | Linda Dillon                                 |                                              | Sinn Féin                                    |
| Mid Ulster                                   | Keith Buchanan                               |                                              | Democratic Unionist Party                    |
| Mid Ulster                                   | Patsy McGlone                                |                                              | Social Democratic and Labour Party           |
| Newry and Armagh                             | Conor Murphy                                 |                                              | Sinn Féin                                    |
| Newry and Armagh                             | Cathal Boylan                                |                                              | Sinn Féin                                    |
| Newry and Armagh                             | Liz Kimmins                                  |                                              | Sinn Féin                                    |
| Newry and Armagh                             | William Irwin                                |                                              | Democratic Unionist Party                    |
| Newry and Armagh                             | Justin McNulty                               |                                              | Social Democratic and Labour Party           |
| North Antrim                                 | Robin Swann                                  |                                              | Ulster Unionist Party                        |
| North Antrim                                 | Philip McGuigan                              |                                              | Sinn Féin                                    |
| North Antrim                                 | Jim Allister*                                |                                              | Traditional Unionist Voice                   |
| North Antrim                                 | Paul Frew                                    |                                              | Democratic Unionist Party                    |
| North Antrim                                 | Patricia O'Lynn                              |                                              | Alliance Party of Northern Ireland           |
| North Down                                   | Alex Easton                                  |                                              | Independent Unionist                         |
| North Down                                   | Andrew Muir                                  |                                              | Alliance Party of Northern Ireland           |
| North Down                                   | Stephen Dunne                                |                                              | Democratic Unionist Party                    |
| North Down                                   | Alan Chambers                                |                                              | Ulster Unionist Party                        |
| North Down                                   | Connie Egan                                  |                                              | Alliance Party of Northern Ireland           |
| South Antrim                                 | Declan Kearney                               |                                              | Sinn Féin                                    |
| South Antrim                                 | John Blair                                   |                                              | Alliance Party of Northern Ireland           |
| South Antrim                                 | Steve Aiken                                  |                                              | Ulster Unionist Party                        |
| South Antrim                                 | Pam Cameron                                  |                                              | Democratic Unionist Party                    |
| South Antrim                                 | Trevor Clarke                                |                                              | Democratic Unionist Party                    |
| South Down                                   | Sinéad Ennis                                 |                                              | Sinn Féin                                    |
| South Down                                   | Cathy Mason                                  |                                              | Sinn Féin                                    |
| South Down                                   | Patrick Brown                                |                                              | Alliance Party of Northern Ireland           |
| South Down                                   | Diane Forsythe                               |                                              | Democratic Unionist Party                    |
| South Down                                   | Colin McGrath                                |                                              | Social Democratic and Labour Party           |
| Strangford                                   | Kellie Armstrong                             |                                              | Alliance Party of Northern Ireland           |
| Strangford                                   | Michelle McIlveen                            |                                              | Democratic Unionist Party                    |
| Strangford                                   | Harry Harvey                                 |                                              | Democratic Unionist Party                    |
| Strangford                                   | Mike Nesbitt                                 |                                              | Ulster Unionist Party                        |
| Strangford                                   | Nick Mathison                                |                                              | Alliance Party of Northern Ireland           |
| Upper Bann                                   | John O'Dowd                                  |                                              | Sinn Féin                                    |
| Upper Bann                                   | Jonathan Buckley                             |                                              | Democratic Unionist Party                    |
| Upper Bann                                   | Diane Dodds                                  |                                              | Democratic Unionist Party                    |
| Upper Bann                                   | Doug Beattie*                                |                                              | Ulster Unionist Party                        |
| Upper Bann                                   | Eóin Tennyson                                |                                              | Alliance Party of Northern Ireland           |
| West Tyrone                                  | Nicola Brogan                                |                                              | Sinn Féin                                    |
| West Tyrone                                  | Maolíosa McHugh                              |                                              | Sinn Féin                                    |
| West Tyrone                                  | Tom Buchanan                                 |                                              | Democratic Unionist Party                    |
| West Tyrone                                  | Daniel McCrossan                             |                                              | Social Democratic and Labour Party           |
| West Tyrone                                  | Declain McAleer                              |                                              | Sinn Féin                                    |

* Leader de groupe à Stormont
† Coopté en remplacement d'un MLA élu
‡ Changement d'affiliation en cours de mandat

## Changements depuis l'élection

### † Co-options
| Date cooptation | Circonscription | Parti | Parti | Sortant           | Coopté               | Raison                                                       |
| --------------- | --------------- | ----- | ----- | ----------------- | -------------------- | ------------------------------------------------------------ |
| 12 Mai 2022     | Lagan Valley    |       | DUP   | Jeffrey Donaldson | Emma Little-Pengelly | Jeffrey Donaldson reste Membre du Parlement de Lagan Valley. |

### ‡ Changements d'affiliation
Aucun changement depuis le 5 mai 2022